# Єско фон Путткамер

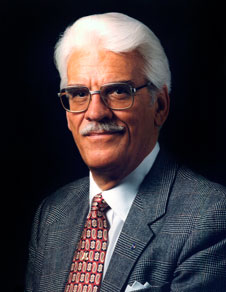

Єско Ганс Гайнріх Макс барон фон Путткамер (22 вересня 1933, Лейпциг — 27 грудня 2012, Александрія під Вашингтоном) — німецько-американський інженер-конструктор і керівний менеджер НАСА, письменник, історик космоновтики.

## Біографія
Належить до давнього німецького шляхетного роду фон Путткамер з Східної Померанії. Під час війни жив с матір'ю в Швейцарії. Після закінчення гімназії в 1952 році спочатку працював, потім вивчав машинобудування в Вищій технічній школі Аахена. Під час студентства надрукував декілька науково-фантастичних оповідань та романів, підробляв журналістом та фоторепортером в Боні, писав статті з технічної тематики в автомобільних фахових часописах.
В 1962 році закінчив внз та з дипломом інженера перебрався до США. Працював в НАСА в команді Вернера фон Брауна в Гантсвіллі (штат Алабама), розраховував орбіти польотів для програми «Apollo», брав участь у розробці ракети-носія Saturn V. Після закінчення місячної програми працював в розробці програм «Skylab», Apollo-Союз, та «Space Shuttle».
З 1974 року очолював робочу групу стратегічного планування в штаб-квартирі НАСА у Вашингтоні. З 2007 року працював на керівній посаді в Управлінні космічних операцій (Office of Space Operations) для Міжнародної космічної станції ISS, а з 2004 року по реалізації довгострокової програми НАСА польотів на Місяць та Марс.
- Був радником при зйомках блокбастеру Star Trek (1979)
- з 1985 професор Гонорис кауза, в Технічному університеті Аахена

Широкій світовій телеглядацькій аудиторії Єско фон Путткамер відомий як фаховий коментатор чисельних історико-документальних фільмів про створення космічної техніки, програми НАСА та пілотовані польоти в космос.
У Німеччині він став відомим як популяризатор польотів людини в космос завдяки виступам у засобах масової інформації та як автор спеціалізованих книг. Як член консультативної ради Інституту космічної освіти Німеччини, він був відданий справі просування молодих талантів у своєму рідному місті Лейпцигу. До кінця життя він підтримував тісні контакти з космічними експертами в Німеччині, особливо в ЄКА та ДЛР.
Єско фон Путткамер помер від серцевої недостатності у віці 79 років після нетривалої хвороби 27 грудня 2012 року. У нього залишилася дружина Урсула, з якою він був одружений з 1961 року.

## Праці
- Список праць Єско фон Путткамера в каталозі Німецької національної бібліотеки [Архівовано 6 січня 2014 у Wayback Machine.]

### Літературно-художні
Романи в рос. перекладі П.Андерсона, А. ван Вогта та ін.
- Жуткое с других звезд" / Der Unheimliche vom anderen Stern, 1957
- Эй, галактяне! / Galaxis ahoi!, 1958
- Бессмертная Вселенная / Das unsterbliche Universum (разом з Кларком Дарлтоном), 1959
- Рукопись во времени / Das Zeit-Manuskript, 1960
- Шестая фаза / Die sechste Phase, 1961
- Путешествие спящих богов / Der schlafende Gott (Die Reise des schlafenden Gottes), 1960

### Науково-популярні
(вибірково)
- Apollo 8 – Aufbruch ins All, 1969
- Raumstationen – Laboratorien im All, 1971
- Der Mensch im Weltraum – eine Notwendigkeit, 1987
- Jahrtausendprojekt Mars, 1996
- Apollo 11: Wir sehen die Erde, 1999 ISBN 3-7766-7056-8
- Von Apollo zur ISS, 2001
- Projekt Mars, 2012 ISBN 978-3-7766-2685-8

## Премії та нагороди
- 2004 — медаль NASA «За виняткові заслуги»
- 2007 — почесна премія NASA (за ініціативу в програмі Аполлон-Союз).
- 2008 — Фундація Німецько-Американської спадщини нагородила Є.ф.Путткамера досить рідкісним титулом: «Найвизначнішим американським німцем року».